# Blonde des Pyrénées
La blonde des Pyrénées est une race bovine française disparue. 

## Origine
La race bovine « blonde des Pyrénées » tient son origine dans la création du herd-book « race des Pyrénées à muqueuses roses » en 1901. Plusieurs zootechniciens — comme André Sanson ou Jean-Henri Magne — identifient des traits communs dans plusieurs variétés bovines de l'ouest des Pyrénées. Cette « race des Pyrénées à muqueuses roses » comprend les vaches béarnaises (Béarn), basquaises (Soule et Basse-Navarre) et d'Urt (Labourd). La race prend ensuite le nom de « race pyrénéenne du Sud-Ouest », puis « race des Pyrénées » entre 1923 et 1929 et enfin « blonde des Pyrénées » à partir des années 1930.
En 1962, l'État français décide la création de la race « blonde d'Aquitaine », fruit du regroupement de la blonde des Pyrénées, de la garonnaise et de la blonde du Quercy. Vache à viande, cette race prend surtout les caractéristiques de la garonnaise. Très vite, le cheptel de blondes des Pyrénées se réduit fortement sous l'effet des mesures prises par les autorités. À la fin des années 1970, des recherches sont menées pour identifier d'éventuels individus présentant l'ancien type décrit dans le herd-book de 1901. Finalement, une centaine d'animaux sont retrouvés, dont la quasi-totalité dans les trois vallées béarnaises d'Ossau, d'Aspe et de Barétous. Les anciennes variétés basquaises et d'Urt ont par contre disparu. Il est alors décidé d'inscrire uniquement la béarnaise comme race locale à préserver en 1978. Elle bénéficie depuis d'un programme de soutien pour sa préservation.

## Morphologie
Voici comment est décrite la « race des Pyrénées à muqueuses roses » par le herd-book de 1901 :

« Tête courte, à front large, carré, plutôt concave, à chignon peu développé, à mufle large. Cornes blanches avec extrémités blondes, s'évasant et se relevant très élégamment en lyre ; section intérieure ovoïde plus arrondie en dedans. Taille : 130 cm pour les vaches, 135 cm pour les taureaux faits, 145 cm pour les bœufs. Robe uniforme, avec nuances plus pâles autour des ouvertures naturelles, au plat des cuisses et sous le ventre. Quand elle est froment foncé, une zone pâle existe sur l'épine dorsale, des reins au garrot. Poil fin et soyeux. Muqueuses et parties sans poil rosées, sans aucune tache noire. Forme élégante et aspect énergique. Poitrine ample et profonde, côtes rondes, garrot épais. Corps long. Train antérieur bien établi, un peu plus bas que le postérieur, qui est quelquefois bien développées. Ligne du dos généralement droite, la queue est souvent trop saillante, les hanches sont larges. Cou court ; chez le taureau il est épais, avec fanon un peu lourd, mais qui tend à se réduire à mesure des progrès des travaux de sélection. »

## Sources et références
1. 1 2 3 4 5  Emmanuel Ribaucourt, La béarnaise : une vache, des hommes, un pays, Paris, Delachaux et Niestlé, 2018, 255 p. (ISBN 978-2-603-02548-2).